# Furmotjärnet
Furmotjärnet är en sjö i Säffle kommun i Värmland och ingår i Göta älvs huvudavrinningsområde. Sjön har en area på 0,0677 kvadratkilometer och ligger 91,6 meter över havet.

## Delavrinningsområde
Furmotjärnet ingår i det delavrinningsområde (656636-131503) som SMHI kallar för Utloppet av Öster-Svan. Medelhöjden är 107 meter över havet och ytan är 14,31 kvadratkilometer. Räknas de 18 avrinningsområdena uppströms in blir den ackumulerade arean 193,85 kvadratkilometer. Lillälven (Börkusälven) som avvattnar avrinningsområdet har biflödesordning 3, vilket innebär att vattnet flödar genom totalt 3 vattendrag innan det når havet efter 248 kilometer. Avrinningsområdet består mestadels av skog (53 procent) och jordbruk (16 procent). Avrinningsområdet har 2,44 kvadratkilometer vattenytor vilket ger det en sjöprocent på 17,1 procent. Bebyggelsen i området täcker en yta av 0,54 kvadratkilometer eller 4 procent av avrinningsområdet.